# Phlyctaenia leuschneri
Phlyctaenia leuschneri là một loài bướm đêm trong họ Crambidae.